# Ashland (línea Naranja)
Ashland es una estación en la línea Naranja del Metro de Chicago. La estación se encuentra localizada en 3011 South Ashland Avenue en Chicago, Illinois. La estación Ashland fue inaugurada el 31 de octubre de 1993.  La Autoridad de Tránsito de Chicago es la encargada por el mantenimiento y administración de la estación. La estación se encuentra cerca del Stevenson Expressway en el barrio de McKilney Park.

## Descripción
La estación Ashland cuenta con 1 plataforma central y 2 vías. 

## Conexiones
La estación es abastecida por las siguientes conexiones: 
- Rutas del CTA Buses: #9 Ashland (servicio nocturno) #62 Archer (servicio nocturno)